# Giacinto Calandrucci

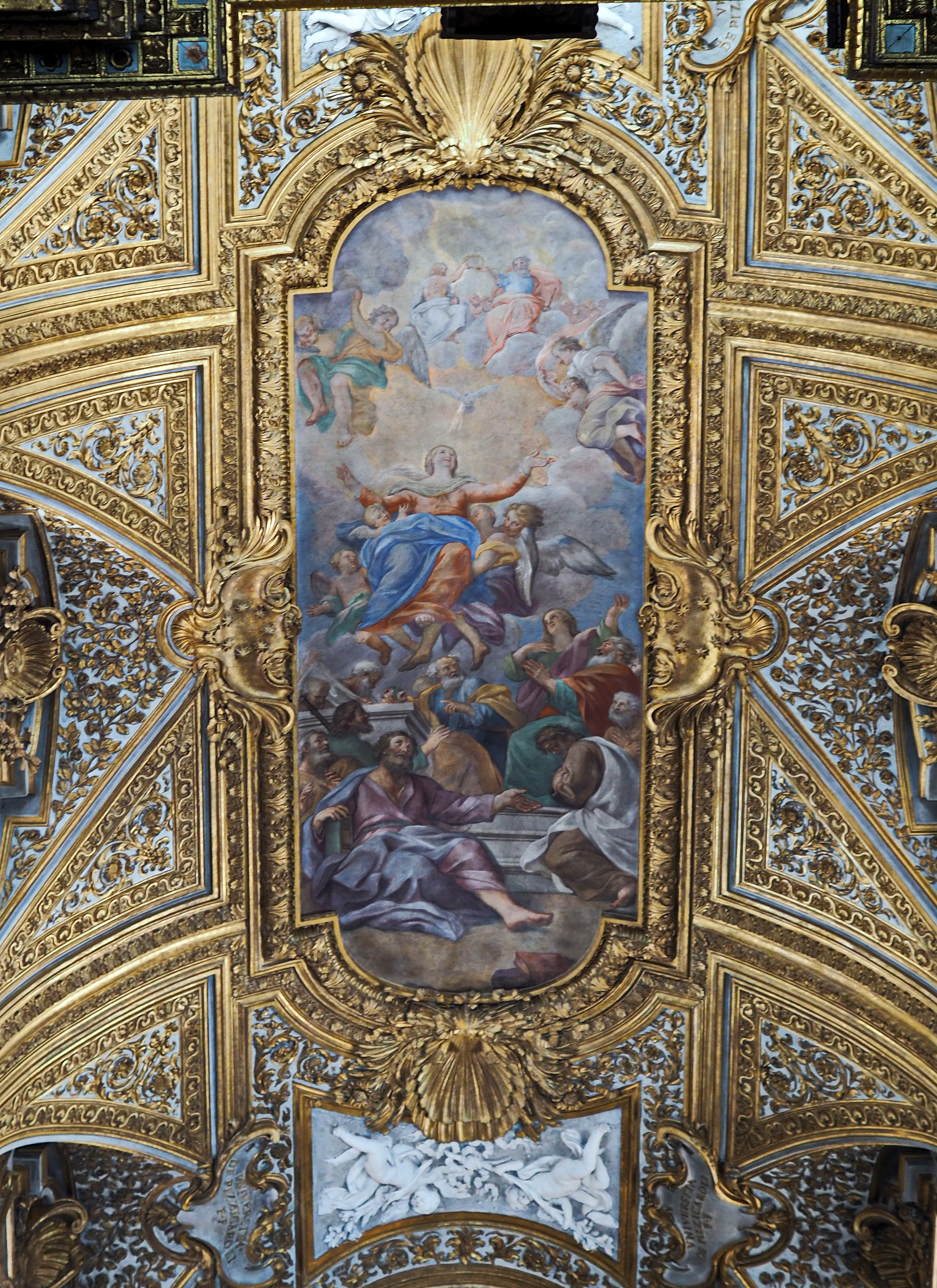
Jungfru Marie himmelsfärd. Takfresk i Santa Maria dell'Orto i Rom.

Giacinto Calandrucci, född 20 april 1646 i Palermo, död där 22 februari 1707, var en italiensk målare under barockepoken. Han var elev till Carlo Maratta.
Calandrucci har utfört en rad målningar och fresker i Roms kyrkor, bland andra Sant'Antonio dei Portoghesi, Santa Maria dell'Orto, Santa Maria del Suffragio, Santa Maria in Traspontina och San Paolo alla Regola. Calandrucci är representerad vid bland annat Nationalmuseum i Stockholm.